# Cat 1
Artikelns titel kan av tekniska skäl inte återges korrekt. Den korrekta titeln är Cat #1.
Cat #1 är Peter Criss tredje soloalbum men det första, och hittills enda, som enbart går under namnet Criss. Skivan släpptes den 16 augusti 1994.

## Låtförteckning
1. "Bad Attitude" (Criss, Montague, Carrion) – 4:33
2. "Walk the Line" (Criss, Montague) – 3:47
3. "The Truth" (Montague, Criss, Tosetti) – 4:53
4. "Bad People Burn in Hell" (Criss, Naro) – 3:46
5. "Show Me" (Montague, Stone, Criss, Bardowell) – 4:03
6. "Good Times" (Criss, Miller, Montague) – 4:37
7. "Strike" (Criss, Montague) – 4:45
8. "Blue Moon over Brooklyn" (Criss, Naro) – 5:22
9. "Down With the Sun" (Criss, Montague) – 4:37
10. "We Want You" (Carrion, Montague) – 3:47
11. "Beth" (Criss, Penridge, Ezrin) – 2:27

Beth är en nyinspelning av Kiss-balladen från skivan Destroyer som utkom 1976.
Forne bandkamraten från Kiss, Ace Frehley, gästspelar på låtarna "Bad Attitude," "Walk the Line," och "Blue Moon over Brooklyn" där han står för gitarrsolona.